# バイカルアザラシ
バイカルアザラシ（Pusa sibirica）は、哺乳綱食肉目アザラシ科ワモンアザラシ属に分類されるアザラシ。

## 分布
ロシア（バイカル湖や周囲の河川）におよそ9万頭棲息する。夏期は湖全体に分布するが、冬期には北部へ集まり、そこで越冬する。

## 形態
体長100-140cm、体重50-90kgと、他のアザラシより小型である。体毛は、全体的に暗い灰褐色であるが、脇腹は黄色がかった灰色である。鰭状の前肢は大きく発達し、肢端には鋭い爪を備える。バイカル湖の透明度の高い水中において視覚で獲物を探すため、眼球が非常に大型化している。その眼球を収めるために眼窩に挟まれた前頭骨はわずか3mmにまで幅を狭めている。また同時に眼窩後方に存在する、顎を動かす側頭筋の付着部も小さくなってしまっている。その代替として咬筋が発達する事でその機能を補っていると思われる。歯は特殊なギザギザを具えており、小さな獲物を捕らえた時に口の中から水を排出するのに役立っていると考えられている。

## 生態
世界で唯一の淡水のみに生息するアザラシ。サイマー湖、ラドガ湖にもアザラシ（ワモンアザラシ）は生息するが、ワモンアザラシは海水と淡水の両方に生息する。北極海のアザラシが河川を辿ってバイカル湖に達して陸封されたことで独自の進化を遂げたとされる。潜水を得意とし、数十分の間潜水し続けられる。

### 食性
肉食性で、バイカル湖の生態系の頂点にあるとされる。カジカなどの魚類を主食とするものと考えられてきたが、近年の研究では浮遊性のヨコエビの一種Macrohectopus branickiiを1日4300匹も捕食していることが明らかになり、魚類より栄養段階の低いヨコエビを捕食することが栄養の乏しい環境で繁栄できる要因の一つと考えられている。

### 繁殖
おもに単独で行動するが、繁殖期には同じ相手とつがいになる。妊娠期間は9.5ヶ月であり、白い毛皮を持つ子供を一頭出産する。毛皮は6 -8週間後に大人と同様の灰色のものに生え変わる。寿命は50 - 55年で、他のアザラシに比べて長い。

## 人間との関係
有史以前より肉、毛皮を取るために捕獲されている。現在ではロシア政府の許可により、3千頭/年の商業捕獲が行われている。
日本では、琵琶湖博物館など幾つかの施設で展示される。また、一般に、バイカルアザラシは演技をさせるのが難しいが、箱根園水族館は日本で初めてのバイカルアザラシのショーを成功させ、2008年4月から行っている。箱根園水族館では俗に“温泉アザラシ”という呼び名を用いている。
2006年4月には新潟のマリンピア日本海でメスの赤ちゃん「カル」が、で2019年3月には池袋のサンシャイン水族館でオスの赤ちゃん「メロ」が、2020年3月には三重の鳥羽水族館でオスの赤ちゃん「ニコ」が誕生した。

### 保存状態
国際自然保護連合(IUCN)により、2008年から軽度懸念(LC)と評価されている。
LEAST CONCERN (IUCN Red List Ver. 3.1 (2001))

## ギャラリー

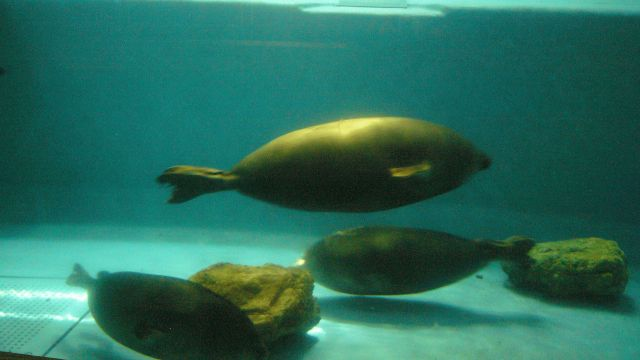
バイカルアザラシ(鳥羽水族館)